# 나 혼자만이
"나 혼자만이"는 한국에서 제작된 한형모 감독의 1958년 영화이다. 조미령 등이 주연으로 출연하였고 방대훈 등이 제작에 참여하였다.

## 출연

### 주연
- 조미령
- 김진규
- 김의향
- 이대엽

## 기타
- 녹음: 이경순
- 미술: 이봉선